# Тајснах
Тајснах (њем. Teisnach) град је у њемачкој савезној држави Баварска. Једно је од 24 општинска средишта округа Реген. Према процјени из 2010. у граду је живјело 2.911 становника. Посједује регионалну шифру (AGS) 9276143.

## Географски и демографски подаци
Тајснах се налази у савезној држави Баварска у округу Реген. Град се налази на надморској висини од 440–700 метара. Површина општине износи 25,8 km². У самом граду је, према процјени из 2010. године, живјело 2.911 становника. Просјечна густина становништва износи 113 становника/km².